# Nacionalni park Sangay
Nacionalni park Sangay je nacionalni park u ekvadorskim pokrajinama Morona Santiago, Chimborazo i Tungurahua u kojem se nalaze dva stratovulkana (Tungurahua visine 5.023 m i Sangay visine 5.230 m), a ekosustav varira od ravnica tropskih kišnih šuma do ledenjaka na vrhovima Anda.
Rezervat prirode Sangay, površine 5.177,65 km², je osnovan 1975., a unaprijeđen u nacionalni park 1979. godine. Njegovih 27.192,5 km² pisan je na UNESCO-ov popis mjesta svjetske baštine u Americi još 1983. godine jer je njegova zabačenost dovela do očuvanja rijetkih životinja kao što su planinski tapir (Tapirus pinchaque), medvjed naočar i andski kondor (Vultur gryphus), a na popis ugroženih mjesta svjetske baštine je dospio (od 1992. – 2005.) zbog krivolova, pretjerane ispaše stoke i neplanske izgradnje unutar granica parka.
U parku su prisutne velike raznolikosti vegetacije, od alpske zona visokog Páramoa do suptropskih vlažnih šuma gornjeg Amazona. Glavni čimbenici koji utječu na topografiju vegetacije su visine i oborine: bujnija vegetacija raste na vlažnijim istočnim obroncima, a alpska tundra se nalazi na najvišim razinama ispod linije ledenjaka gdje dominiraju lišajevi i mahovine. Planinska vlažna šuma se nalazi u dolinama na zapadu, ispiod koje postoji veća raznolikost malog drveća i grmlja.
Pored navedih vrsta, unutar granica parka se nalaze i druge životinjske vrste kao što su: jaguar, puma, ocelot, andska lisica (Lycalopex culpaeus), divovska vidra,  brazilski tapir (Tapirus terrestris), bjelorepi jelen (Odocoileus virginianus) i pudú. Tu obitava i od 300-400 vrsta ptica, od kojih su 25 ugrožene vrste ograničenog rasprostiranja.

## Vanjske poveznice
- Galerija fotografija  Arhivirana inačica izvorne stranice od 9. veljače 2012. (Wayback Machine)

|  | Zajednički poslužitelj ima još gradiva o temi Nacionalni park Sangay |